# 1871-es németországi választások
Az első németországi szövetségi választást 1871-ben bonyolították le.:762 Ez volt a Német Birodalom első parlamenti választása, melynek keretében az abban az évben kicsit korábban létrehozott Reichstagba (ma Bundestag) 382 képviselőt választottak be. A legtöbb képviselője (125) a Nemzeti Liberális Pártnak volt.:788

## Végeredmény
| Párt neve                                            | Mandátum |
| ---------------------------------------------------- | -------- |
| Nemzeti Liberális Párt (NL)                          | 125      |
| Német Centrumpárt (Z)                                | 63       |
| Német Konzervatív Párt (DKP)                         | 57       |
| Német Haladás Párt (DFP)                             | 46       |
| Német Birodalompárt (DRP)                            | 37       |
| Liberális Birodalompárt (LRP)                        | 30       |
| Lengyelek (P) (Lengyel regionalisták)                | 13       |
| Német-hannoveri Párt (DHP) (Hannoveri regionalisták) | 7        |
| Munkáspárt (ADAV/SDAP)                               | 2        |
| Német Néppárt (DtVP)                                 | 1        |
| Dánok (D) (Dán regionalisták)                        | 1        |
| Összesen                                             | 382      |